# 解剖劇場

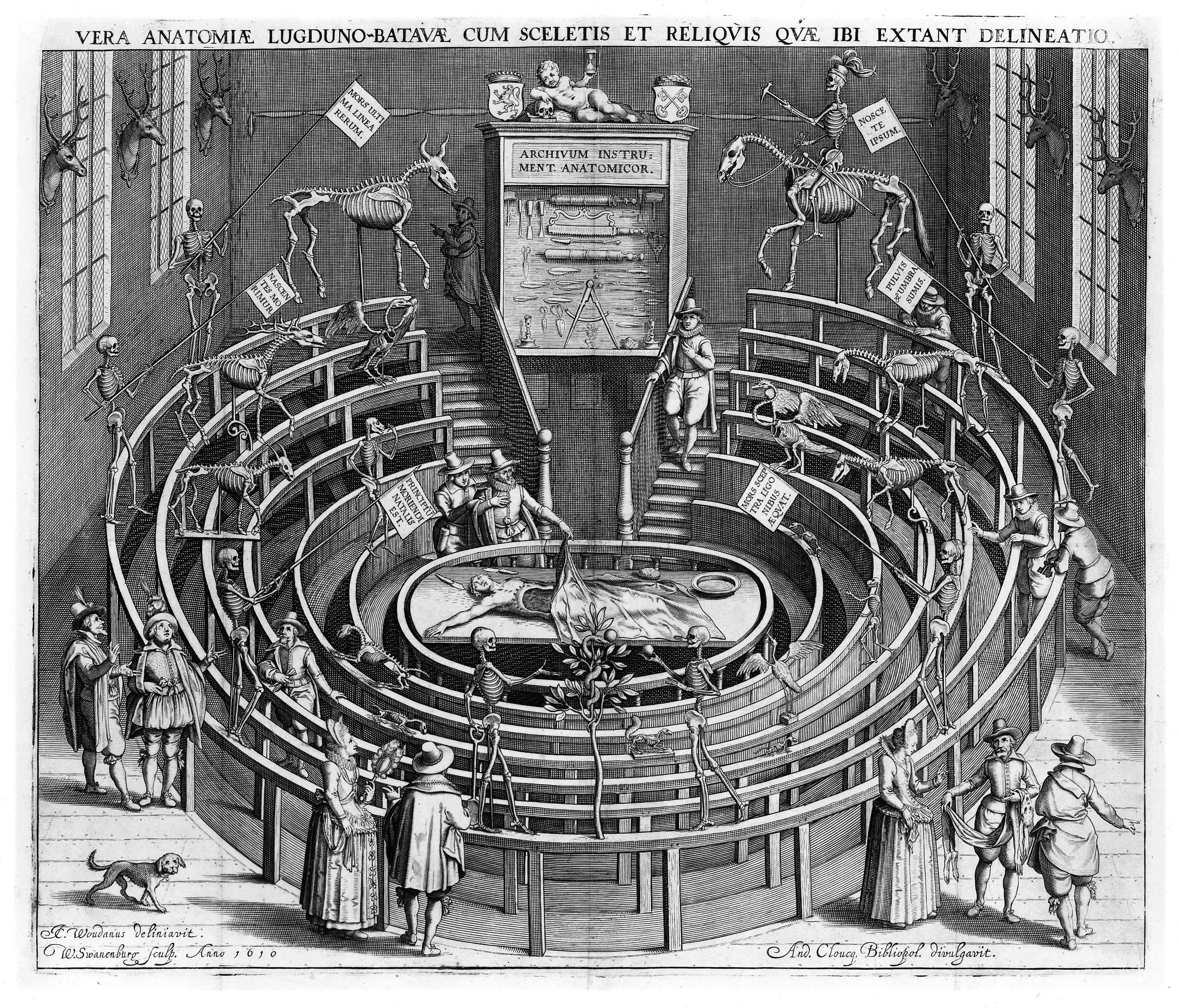
ライデン大学の解剖劇場、周囲に人間や動物の骨格標本が展示されている

解剖劇場（かいぼうげきじょう：または解剖学劇場：anatomical theatre）は、近世の医学教育において公開で解剖を執行して教育をおこなうための建物である。 円形劇場のように、すりばち形の形に作られ、中央に解剖が行われるテーブルが配置され、周りに学生や見学者の席が設けられた。学生の教育だけでなく、一般市民が入場料を支払って見学することもあった。この様子はレンブラント・ファン・レインによる1632年の油彩『テュルプ博士の解剖学講義』に描かれている。

## 歴史
最初の解剖劇場は、1594年にジェローラモ・ファブリツィオによってパドヴァ大学に建てられ、現在も保存されている。1596年にオランダのライデン大学に設けられた。ボローニャの解剖劇場は1563年に建てられた建物のなかに1637年に設けられた。スウェーデンのウプサラ大学の解剖劇場はライデン大学に留学したオラウス・ルドベックによって当時の大学の中心の建物の塔のなかに1663年に設立された。
アメリカ合衆国ではトーマス・ジェファーソンによってヴァージニア大学に1827年に完成したが、1838年に図書館建設のために取り壊された。

### 関連する解剖学のタイムライン
- 1335年 - イタリア人モンディーノ・デ・ルッツィがボローニャで公開解剖を行う。
- 1345年 - フランスでグイード・ダ・ヴィジェヴァーノの解剖法の教本を出版する。
- 1405年 - ボローニャ医学校で解剖示説のために人体解剖がカリキュラムに加える。
- 1429年 - パドヴァ大学が人体解剖をカリキュラムに加える。
- 1428年 - 教皇シクストゥス4世が地元の聖職者の許可があれば人体解剖が許可されるという勅書を出す。
- 1543年 - アンドレアス・ヴェサリウスの図版入りの解剖書『人体の構造』“De humani corporis fabrica”を出版する。

(この項の参考文献)『医学をきずいた人びと―名医の伝記と近代医学の歴史』シャーウィン・B. ヌーランド (著)  曽田 能宗 (訳) 出版社: 河出書房新社 (1991/10) ISBN 430920161X

## 関連する画像

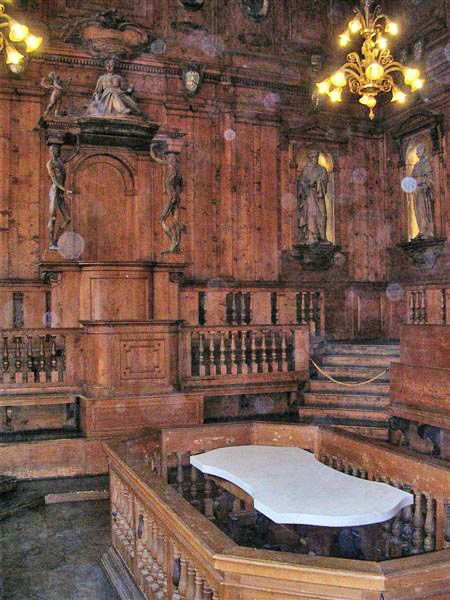
ボローニャ大学の解剖劇場
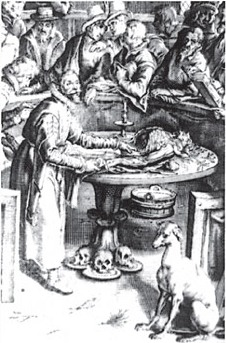
ライデン大学で公開解剖するPieter Pauw
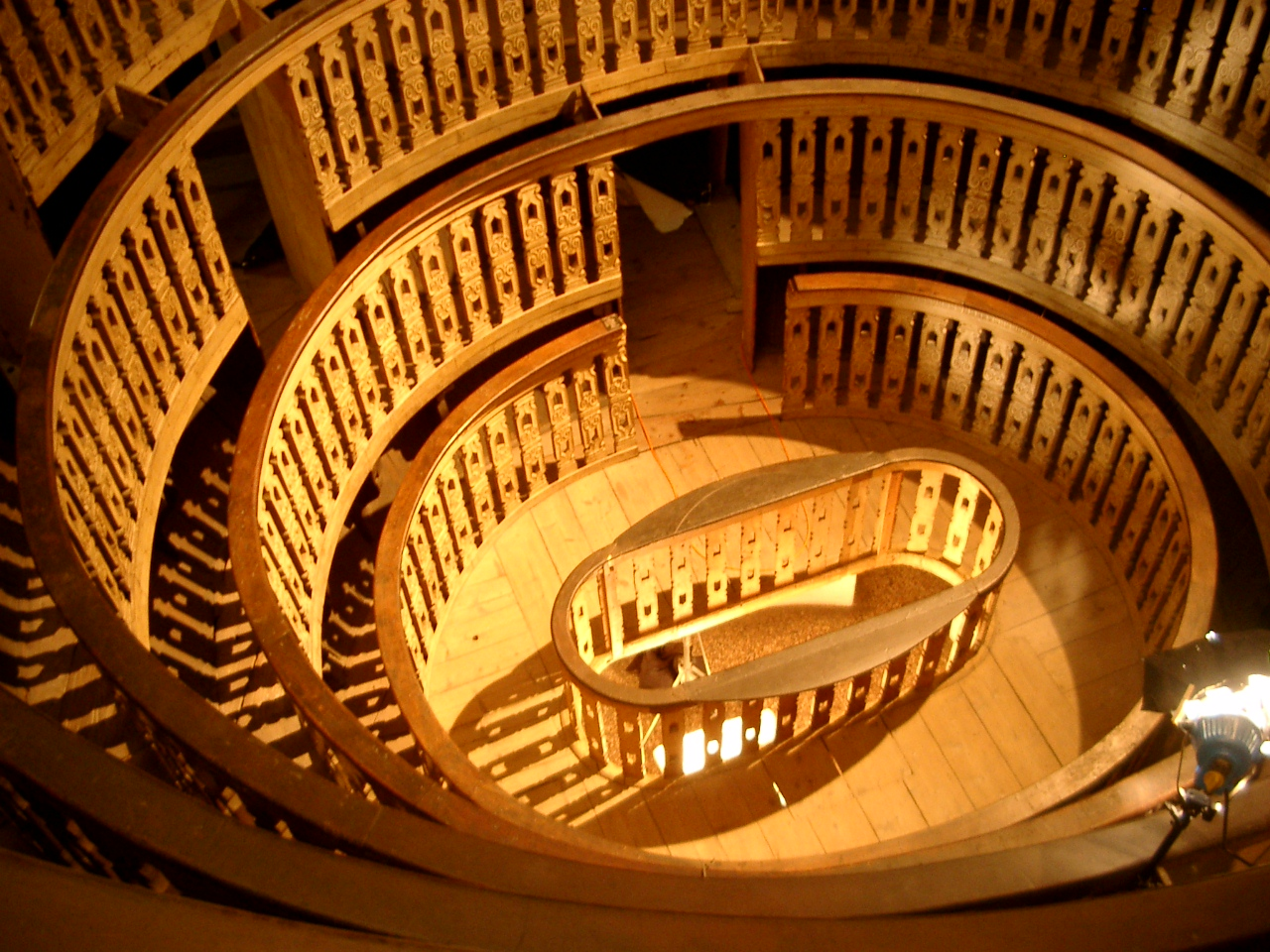
パドヴァ大学
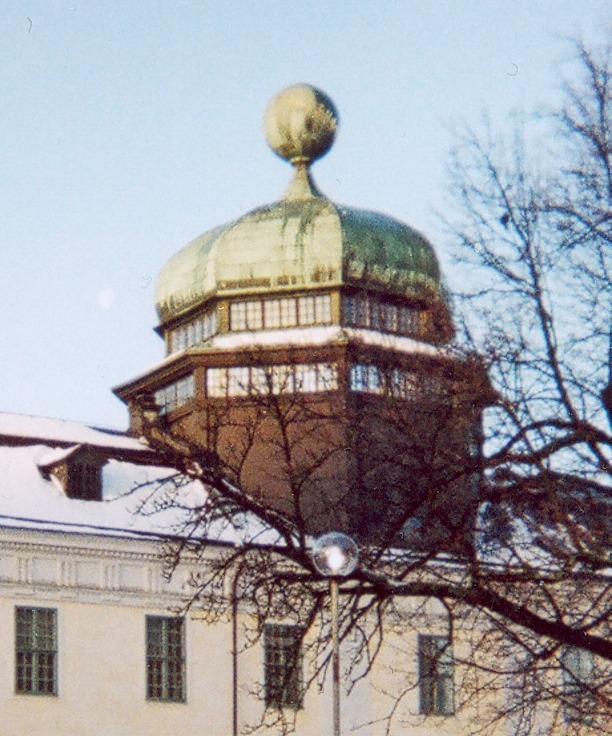
劇場の設けられたウプサラ大学の塔
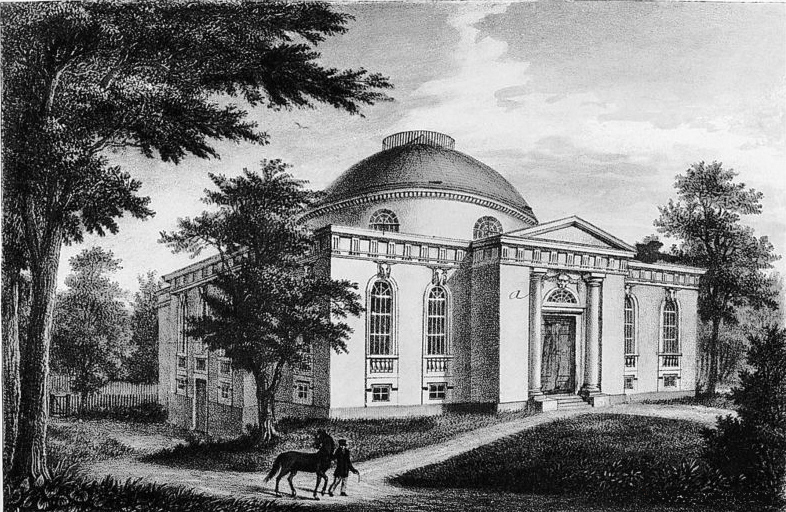
ベルリンの解剖劇場